# Tomás Antônio de Oliveira
Tomás Antônio de Oliveira (Nova Friburgo — ?) foi um advogado provisionado e político brasileiro.
Filho de Tomás Antônio Pimentel de Oliveira e de Silvina Cândida de Rezende de Oliveira.
Foi deputado à Assembleia Legislativa Provincial de Santa Catarina na 26ª legislatura (1886 — 1887) e na 27ª legislatura (1888 — 1889), porém sua eleição foi invalidada.